# Józef Piłsudski

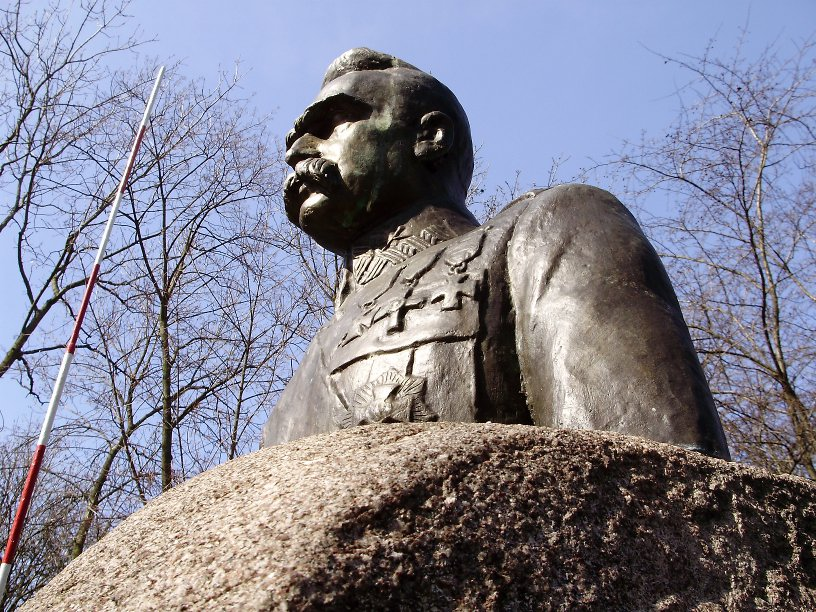
Standbeeld van Józef Piłsudski in Turek (beeldhouwer: Józef Gosławski)

Józef Klemens Piłsudski (Nederlands, verouderd: Jozef Pilsoedski) (Zalavas nabij Vilnius, 5 december 1867 - Warschau, 12 mei 1935) was een Pools militair en staatsman. Hij wordt gezien als de stichter van de Tweede Poolse Republiek in 1918.

## Jeugd
Sinds de Poolse delingen van de achttiende eeuw had Polen opgehouden te bestaan en was het verdeeld tussen Oostenrijk-Hongarije, Pruisen en Rusland. Piłsudski werd geboren in het deel van Pools-Litouwse Gemenebest dat was toegevallen aan Rusland. Hij was afkomstig uit de Pools-Litouwse adel ("szlachta") en sprak goed Litouws . Hij groeide op in Vilnius en al op jonge leeftijd raakte Piłsudski betrokken bij de Poolse onafhankelijkheidsbeweging, samen met zijn broer Bronisław (1866-1918). Hij werd weggestuurd van de universiteit van Kharkov wegens zijn betrokkenheid bij de socialistische, antitsaristische studentenbeweging. In 1888 werden de broers wegens betrokkenheid bij een mislukte bomaanslag op de tsaar veroordeeld: Jozef werd voor vijf jaar verbannen naar Siberië en Bronisław werd veroordeeld tot 15 jaar dwangarbeid. In 1890 trad Jozef toe tot de Poolse Socialistische Partij (Polska Partia Socjalistyczna of PPS) en legde zich toe op propaganda via de illegale partijkrant Robotnik (De Arbeider). Na zijn terugkeer in 1892 was hij betrokken bij verschillende illegale acties en in 1900 werd hij daarvoor opnieuw gearresteerd. Een jaar later ontsnapte hij uit een krankzinnigengesticht in Sint-Petersburg, waarin hij vanuit de gevangenis overgebracht was, zonder dat men bemerkt had dat hij simuleerde. Hij vestigde zich te Krakau in Oostenrijk-Hongarije en had een aandeel in de revolutie van 1905. In 1908 vormde hij in Galicië semilegale, militaire organisaties.

## Eerste Wereldoorlog
Piłsudski streed in de eerste jaren van de Eerste Wereldoorlog aan het hoofd van Poolse eenheden binnen het Habsburgse leger tegen Russische troepen aan het oostfront - het tsaristische Rusland werd gezien als de grootste vijand van een vrij Polen. Hij liet echter al in 1914 duidelijk doorschemeren met zijn manschappen nooit tegen Frankrijk of Groot-Brittannië te zullen vechten, omdat deze staten volgens hem de grootste bijdrage zouden kunnen leveren aan de vorming van een nieuwe Poolse staat. In 1916 trad hij af als commandant. De Duitsers begrepen dat ze hem nooit voor hun eigen zaak zouden kunnen gebruiken, zolang zijn prioriteit uitging naar het bewerkstelligen van een onafhankelijk Polen en zo werd Piłsudski in 1917 geïnterneerd in Maagdenburg. 

## Onafhankelijkheid
Toen Oostenrijk-Hongarije in elkaar stortte, Duitsland zware verliezen leed en in Rusland een burgeroorlog woedde tussen tsaar-getrouwen en communisten, greep Piłsudski zijn kans en verklaarde Polen onafhankelijk. Piłsudski werd staatshoofd en legerleider van de nieuwe staat. In 1919 werd hij voorlopig president. In het oosten werd de grens gelijkgesteld met de Curzon-linie, maar er rezen geschillen tussen Polen en de Sovjet-Unie over de wederzijdse invloed in Wit-Rusland en Oekraïne. Piłsudsdki was in zijn strijd tegen de bolsjewieken aanvankelijk zeer succesvol en bezette in mei 1920 Kiev, maar een maand later moest hij de stad alweer prijsgeven en werd teruggedrongen. Het Rode Leger ondernam zelfs een aanval op Polen zelf, die slechts vlak voor Warschau werd afgeslagen, waarna de Polen weer in het offensief gingen. Uiteindelijk veroverde Piłsudski zo een gebied dat Polen zou behouden tot 1939 en formeel tot 1945, toen de Sovjet-Unie het weer annexeerde.
Piłsudski weigerde het hem aangeboden presidentschap en trok zich in 1923 terug, maar daarna werd Polen overgeleverd aan onmachtige regeringen, die er niet in slaagden het land te stabiliseren, mede door de slechte economische situatie en door constante strubbelingen met m.n. Oekraïense opstandelingen in het zuidoosten. Piłsudski pleegde daarop in 1926 een staatsgreep en daarmee werd Polen een dictatuur, het Sanacja-regime, zogeheten, omdat Piłsudski Polen wilde saneren. Piłsudski was van 1926 tot 1927 en in het najaar van 1930 premier en daarna nog enkele maanden minister van Oorlog. Vanaf 1931 had hij geen officiële politieke functie meer, maar bleef hij als adviseur tot aan zijn dood een belangrijke invloed uitoefenen.
De Joodse en overige minderheden werden onder Piłsudski met rust gelaten. In tegenstelling tot zijn nationalistische opponent Roman Dmowski wilde hij minderheden niet 'poloniseren' en vond hij dat etnische minderheden zichzelf konden blijven, weliswaar wel binnen de Poolse staat. Hij maakte zodoende een onderscheid tussen de etniciteit en de nationaliteit van personen. Na Piłsudski's dood in 1935 verslechterde de situatie dientengevolge voor de Joden aanzienlijk. Het land werd bestuurd door een kolonelsregime - dat meer onder invloed stond van Dmowski's nationalisten (Endecja genaamd) - tot op de dag van de Duitse inval. Overeenkomstig zijn wens werd het hart van Piłsudski in zijn moeders graf in Vilnius begraven, zijn lichaam werd in de koningscrypte van de Wawel bijgezet.